# Dezful (pocisk)

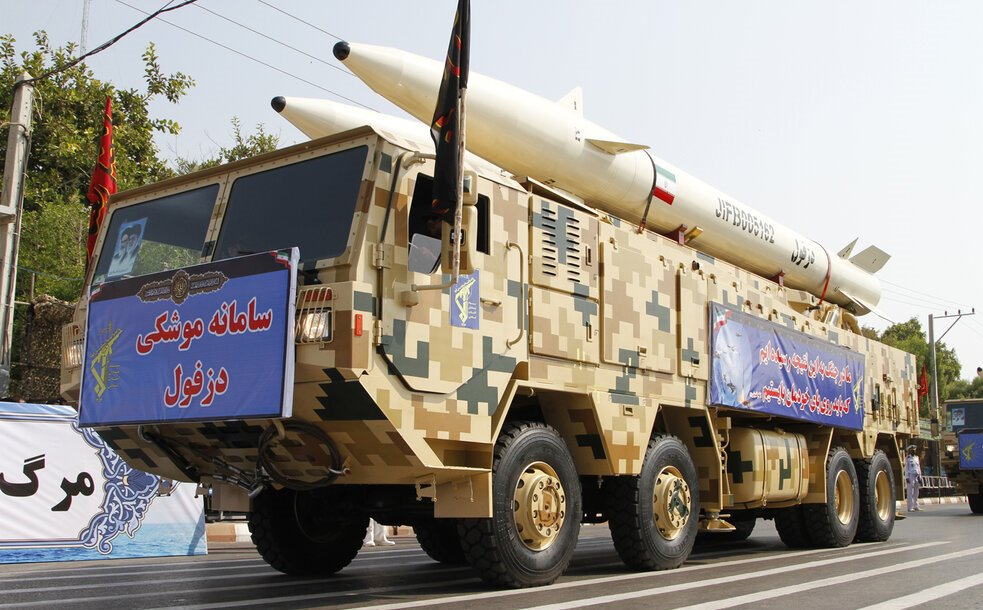
Wyrzutnia pocisków Dezful na podwoziu ciężarowym w 2019 roku.

Dezful (Perski: دزفول) – irański pocisk balistyczny średniego zasięgu (MRBM).

## Historia
Opracowany przez Iran i zaprezentowany w lutym 2019 roku w podziemnej fabryce pocisków. Irańskie siły zbrojne poinformowały, że zasięg pocisku wynosi ponad 1000 kilometrów (620 mil). Przenosi głowicę o masie między 600–700 kilogramów, zaś dokładność pocisku plasować ma się w promieniu 5 metrów (circular error probable). Pocisk może osiągnąć prędkość Mach 7 (8643 km/h). Generał brygady Amir Ali Hajizadeh powiedział, że jest to ulepszona wersja starszego pocisku Zolfaghar, który ma zasięg na 700 kilometrów.

## Użytkownicy
- Iran

## Odniesienia
1. ↑  L'Iran dévoile un nouveau missile de croisière d'une portée de 1.000 km. LExpress.fr, 2019-02-07. [dostęp 2019-02-08]. (fr.).
2. ↑  Arsenał przeciw operacji "Powstający Lew". Irańskie rakiety balistyczne i ich możliwości atakowania Izraela. strefaobrony.p, 2025-06-13. [dostęp 2025-06-17]. (pol.).
3. ↑  Nowe pociski Iranu. Teheran pokazuje podziemną fabrykę. Rzeczpospolita, 2019-07-02. [dostęp 2025-06-25]. (pol.).
4. ↑  Dezful. konflikty.pl, 2023-09-01. [dostęp 2025-06-25]. (pol.).
5. ↑  Khaybar Shenkan i inne rakietowe nowości Iranu. zbiam.pl, 2022-04. [dostęp 2025-06-25]. (pol.).
6. ↑  Dezful Short-Range Ballistic Missile | MilitaryToday.com. www.militarytoday.com. [dostęp 2023-08-10].
7. ↑  Iran unveils new Dezful ballistic missile. The Defense Post, 2019-02-07. [dostęp 2019-02-08]. Cytat: The surface-to-surface missile – called Dezful – is an upgrade on the older Zolfaghar (missile)|Zolfaghar model that had a range of 700 km (435 miles), aerospace commander Brigadier General Amirali Hajizadeh said. (ang.).